# Наперсний хрест Федора III Олексійовича

Наперсний хрест Федора III Олексійовича та медаль князя В. В. Голіцина (за Кримські походи) на малюнку академіка Ф. Г. Солнцева, середина XIX століття

Наперсний хрест Федора III Олексійовича — одна з колишніх царських регалій, що зберігається нині у зібранні Збройової палати Московського кремля. Ця річ — єдине, що дійшло до нашого часу від парадного вбрання Федора III Олексійовича (1676–1682), старшого сина і наступника Олексія Михайловича.

## Історія
Хрест-мощевик був зроблений майстрами Кремля в 1662 і потім перероблений в 1682.

## Опис
Золотий емальований хрест прикрашений діамантами. Він має золотий ланцюжок, ланки якого наклеєні на рожевий атлас.
Ззовні хрест містить такі зображення: Воскресіння Христове згори, Розп'яття знизу, з обох боків Таємна Вечеря та Покладання Христа у труну. Він містив колись частину Ризи Господньої і частину Хреста Господнього.
Розкривається хрест-мощевик з середньої частини лицевої сторони; він має внутрішнє оздоблення — емальовані сцени Благовіщення, Різдва Христового (з надписом та датою — 1662 р.) та Хрещення. На зеленій емалі вигравірувана молитва «Спаси, Господи, люди твоя, и благослови достояние Твое, победы Царю нашему на неверныя во Христа языки даруя и своя сохраняя крестом си люди». Під молитвою образ Спаса Нерукотворного, під ним знаки: И И И И.
На зворотній стороні хрест має емальоване зображення Святого Феодора Стратилата — царського покровителя.